# Великокоровинецька селищна рада
Великокоровине́цька се́лищна ра́да (до 1957 року — Великокоровинецька сільська рада) — колишній орган місцевого самоврядування Великокоровинецької селищної територіальної громади Чуднівського району Житомирської області України з розміщенням у селищі міського типу Великі Коровинці та колишня адміністративно-територіальна одиниця і орган місцевого самоврядування в Янушпільському, Бердичівському і Чуднівському районах Житомирської і Бердичівської округ, Вінницької й Житомирської областей УРСР та України з адміністративним центром у смт Великі Коровинці.

## Склад ради

### VI скликання
За результатами місцевих виборів 2010 року депутатами ради стали:

#### За суб'єктами висування
| Суб'єкт висування | Кількість обраних депутатів | %  |
| ----------------- | --------------------------- | -- |
| Самовисування     | 15                          | 75 |
| Партія регіонів   | 5                           | 25 |

#### За округами
| № округу        | Прізвище, ім'я, по батькові          | Дата визнання обраним | Освіта             | Партійна приналежність                        | Відомості про обраного депутата                                |
| --------------- | ------------------------------------ | --------------------- | ------------------ | --------------------------------------------- | -------------------------------------------------------------- |
| Партія регіонів |                                      |                       |                    |                                               |                                                                |
| 2               | Швець Наталія Іванівна               | 06.11.2010            | середня            | член Партії регіонів                          | вузол зв'язку смт Великі Коровинці, начальник пошти            |
| 11              | Рачинська Людмила Григорівна         | 06.11.2010            | середня            | член Партії регіонів                          | пенсіонер                                                      |
| 13              | Корнійчук Ольга Володимирівна        | 06.11.2010            | вища               | член Партії регіонів                          | тимчасово не працює                                            |
| 15              | Колесніков Олексій Васильович        | 06.11.2010            | середня            | член Партії регіонів                          | пенсіонер                                                      |
| 17              | Ярощук Ольга Іванівна                | 06.11.2010            | середня спеціальна | член Партії регіонів                          | В. Коровинецька загальноосвітня школа, вчитель                 |
| Самовисування   |                                      |                       |                    |                                               |                                                                |
| 1               | Сігнаєвський Петро Васильович        | 06.11.2010            | середня спеціальна | член Всеукраїнського об'єднання «Батьківщина» | ТОВ «Нібулон», токар                                           |
| 3               | Іщук Ольга Павлівна                  | 06.11.2010            | середня спеціальна | член Всеукраїнського об'єднання «Батьківщина» | тимчасово не працює                                            |
| 4               | Востокова Людмила Арсентіївна        | 06.11.2010            | середня            | позапартійна                                  | В.Коровинці ПП                                                 |
| 5               | Кучерук Олена Вікторівна             | 06.11.2010            | середня            | позапартійна                                  | тимчасово не працює                                            |
| 6               | Заєць Микола Михайлович              | 06.11.2010            | вища               | позапартійний                                 | В.Коровинецька дільнична лікарня, лікар-рентгенолог            |
| 7               | Антоневський Володимир Броніславович | 06.11.2010            | середня спеціальна | позапартійний                                 | В.Коровинці ПП «Яроцький», полірувальник-фрезирувальник каменю |
| 8               | Поліщук Наталія Миколаївна           | 06.11.2010            | середня            | позапартійна                                  | тимчасово не працює                                            |
| 9               | Брюханов Валерій Григорович          | 06.11.2010            | середня            | позапартійний                                 | тимчасово не працює                                            |
| 10              | Димчук Микола Терентійович           | 06.11.2010            | середня спеціальна | позапартійний                                 | тимчасово не працює                                            |
| 12              | Орлик Валерій Михайлович             | 06.11.2010            | середня спеціальна | позапартійний                                 | В.Коровинецька селищна рада, нач. ВОС                          |
| 14              | Марценюк Валентина Адамівна          | 06.11.2010            | вища               | позапартійна                                  | пенсіонер                                                      |
| 16              | Осаулко Віктор Михайлович            | 06.11.2010            | середня спеціальна | позапартійний                                 | ДП «Житомирлісгосп», майстер                                   |
| 18              | Микитюк Тетяна Володимирівна         | 06.11.2010            | вища               | позапартійна                                  | В. Коровинецька загальноосвітня школа, вчитель                 |
| 19              | Зорук Валерій Володимирович          | 06.11.2010            | середня            | позапартійний                                 | Козятинська дистанція колії ПЧ-7, монтер колії                 |
| 20              | Гуменюк Галина Давидівна             | 06.11.2010            | вища               | позапартійна                                  | В. Коровинецька загальноосвітня школа, вчитель                 |

### Керівний склад попередніх скликань
| Прізвище, ім'я, по батькові | Основні відомості                                                              | Дата обрання | Дата звільнення |
| --------------------------- | ------------------------------------------------------------------------------ | ------------ | --------------- |
| Орлик Михайло Петрович      | Селищний голова, 1947 року народження, безпартійний                            | 26.03.2006   | 31.10.2010      |
| Пащенко Лариса Миколаївна   | Селищний голова, 1960 року народження, освіта середня спеціальна, позапартійна | 31.10.2010   |                 |

Примітка: таблиця складена за даними сайту Верховної Ради України

## Історія
Утворена в 1923 році, як сільська рада, в складі сіл Великі Коровинці та Михайленки Озадівської волості Житомирського повіту Волинської губернії. На обліку в сільській раді як населений пункт значився Коровинецький цукрозавод.
17 грудня 1926 року в підпорядкування сільської ради перебували кол. Надеждинська, х. Чумака та залізнична станція Михайленки. В 1928 році в с. Михайленки було утворено окрему сільську раду.
Станом на 1 вересня 1946 року сільська рада входила до складу Чуднівського району Житомирської області, на обліку в раді перебувало с. Великі Коровинці.
11 серпня 1954 року до складу ради було приєднано Михайленківську сільську раду Чуднівського району. 5 квітня 1957 року Великокоровинецьку сільську раду раду було реорганізовано до рівня селищної.
Станом на 1 січня 1972 року селищна рада входила до складу Чуднівського району Житомирської області, на обліку в раді перебували смт Великі Коровинці та с. Михайленки.
Перебувала в складі Янушпільського (7.03.1923 р.), Чуднівського (15.06.1925 р., 8.12.1966 р.), Бердичівського (30.12.1960 р.) районів.
До 24 грудня 2019 року — адміністративно-територіальна одиниця в Чуднівському районі Житомирської області з територією 38,202 км² та підпорядкуванням смт Великі Коровинці та с. Михайленки.
Відповідно до розпорядження Кабінету Міністрів України № 711-р від 12 червня 2020 року «Про визначення адміністративних центрів та затвердження територій територіальних громад Житомирської області», в 2020 році територія Великокоровинецької селищної територіальної громади, у складі Великокоровинецької селищної та П'ятківської і Рачківської сільських рад, увійшла до складу Чуднівської міської територіальної громади Житомирського району Житомирської області.

### Населення
Кількість населення ради, станом на 1923 рік, становила 3 538 осіб, кількість дворів — 581.
Відповідно до перепису населення СРСР, на 17 грудня 1926 року чисельність населення ради становила 4 081 особу, з них за статтю: чоловіків — 1 982, жінок — 2 099; за етнічним складом: українців — 3 120, росіян — 364, євреїв — 33, поляків — 479, чехів — 32, інші — 53. Кількість домогосподарств — 889, з них, несільського типу — 170.
Відповідно до результатів перепису населення СРСР, кількість населення ради, станом на 12 січня 1989 року, становила 3 662 особи.
Станом на 5 грудня 2001 року, відповідно до перепису населення України, кількість мешканців сільської ради становила 3 144 особи.